# Episodi di NYPD - New York Police Department (sesta stagione)
La sesta stagione della serie televisiva NYPD - New York Police Department è stata trasmessa in prima visione negli Stati Uniti d'America da ABC dal 20 ottobre 1998 al 25 maggio 1999.
In Italia è stata trasmessa in prima visione da Canale 5.
| nº | Titolo originale     | Titolo italiano          | Prima TV USA     | Prima TV Italia |
| -- | -------------------- | ------------------------ | ---------------- | --------------- |
| 1  | Top Gum              | Una falsa pista          | 20 ottobre 1998  |                 |
| 2  | Cop in a Bottle      | Attacco cardiaco         | 27 ottobre 1998  |                 |
| 3  | Numb & Number        | Omicidio nel parco       | 10 novembre 1998 |                 |
| 4  | Brother's Keeper     | Mors tua, vita mea       | 17 novembre 1998 |                 |
| 5  | Hearts and Souls     | Grazie di tutto, Bobby   | 24 novembre 1998 |                 |
| 6  | Danny Boy            | Il nuovo arrivato        | 1º dicembre 1998 |                 |
| 7  | Czech Bouncer        | Verità nascoste          | 8 dicembre 1998  |                 |
| 8  | Raging Bulls         | Lite al 15º distretto    | 15 dicembre 1998 |                 |
| 9  | Grime Scene          | Il piccolo testimone     | 5 gennaio 1999   |                 |
| 10 | Show & Tell          | Doppio gioco             | 12 gennaio 1999  |                 |
| 11 | Big Bang Theory      | Il gigolò del condominio | 9 febbraio 1999  |                 |
| 12 | What's Up, Chuck?    | Vizi privati             | 16 febbraio 1999 |                 |
| 13 | Dead Girl Walking    | Una pallottola per Fancy | 23 febbraio 1999 |                 |
| 14 | Raphael's Inferno    | Un particolare rapporto  | 2 marzo 1999     |                 |
| 15 | I Have a Dream       | Il sogno di Sipowicz     | 6 aprile 1999    |                 |
| 16 | T'aint Misbehavin    | Rispetto reciproco       | 13 aprile 1999   |                 |
| 17 | Don't Meth with Me   | La special kappa         | 20 aprile 1999   |                 |
| 18 | Mister Roberts       | Il diario segreto        | 27 aprile 1999   |                 |
| 19 | Judas Priest         | Un errore di pregiudizio | 4 maggio 1999    |                 |
| 20 | I'll Draw You a Mapp | A carte scoperte         | 11 maggio 1999   |                 |
| 21 | Voir Dire This       | Cieca vendetta           | 18 maggio 1999   |                 |
| 22 | Safe Home            | Un paese libero          | 25 maggio 1999   |                 |

## Una falsa pista
- Titolo originale: Top Gum
- Diretto da: Mark Tinker
- Scritto da: Steven Bochco, David Milch, Bill Clark, Meredith Stiehm

## Attacco cardiaco
- Titolo originale: Cop in a Bottle
- Diretto da: Paris Barclay
- Scritto da: Steven Bochco, David Milch, Bill Clark e Matt Olmstead

### Trama
un poliziotto del 27º distretto assiste ad un omicidio, ubriaco e in compagnia di una prostituta uccide uno di questi ragazzi e ne ferisce un altro. Andy comunque lo tira fuori dai guai. Bobby ha un attacco di cuore e viene portato all'ospedale dove lo rassicurano che non è un infarto e che presto verrà dimesso.

## Omicidio nel parco
- Titolo originale: Numb & Number
- Diretto da: Mark Tinker
- Scritto da: Steven Bochco, David Milch, Bill Clark e Leonard Gardner

## Mors tua, vita mea
- Titolo originale: Brother's Keeper
- Diretto da: Donna Deitch
- Scritto da: Steven Bochco, David Milch, Bill Clark e Doug Palau

## Grazie di tutto, Bobby
- Titolo originale: Hearts and Souls
- Diretto da: Paris Barclay
- Scritto da: Steven Bochco, David Milch, Bill Clark e Nicholas Wootton